# Kunstnijverheidsschool Quellinus Amsterdam
De Kunstnijverheidsschool Quellinus (1879-1924) was een Amsterdamse onderwijsinstelling.

## Geschiedenis
De Roermondse architect Pierre Cuypers kreeg in 1876 de opdracht voor de bouw van het Rijksmuseum in Amsterdam. In januari 1877 werd met de bouw begonnen en in april 1877 startte in een bouwloods een cursus voor jongelui die zich wilden bekwamen in (ornamenteel) beeldhouwen. Deze 'praktijkschool' werkte feitelijk als onderafdeling van het atelier Cuypers-Stoltzenberg. De dagelijkse leiding kwam in handen van Eduard Colinet, die was benoemd tot bijzonder opzichter bij de bouw van het museum.
In 1879 werd de vereniging Quellinus opgericht, met als doel de bevordering van het kunstonderwijs. Om het doel te bereiken zou officieel een tekenschool worden opgericht, waaraan een praktische oefenschool werd verbonden. De vereniging was vernoemd naar Artus Quellinus, de beeldhouwer die verantwoordelijk was voor het merendeel van de beeldhouwwerken van het stadhuis van Amsterdam. De school kreeg de naam Kunst-Nijverheid-Teekenschool Quellinus, of kortweg kunstnijverheidsschool Quellinus. Colinet was de eerste directeur, Anton Trautwein en Ben Wierink waren de eerste leraren. In Roermond werd eenzelfde onderwijsinstelling opgericht door Pierre en Joseph Cuypers, de latere R.K. Scholengemeenschap Dr. Cuypers.
In 1924 fuseerde de Quellinusschool met de Teekenschool voor Kunstambachten en de Dagteeken- en Kunstambachtsschool voor Meisjes tot het Instituut voor Kunstnijverheidsonderwijs Amsterdam; de Rijksschool voor Kunstnijverheid Amsterdam werd opgeheven. In 1968 werd de naam van de fusieschool veranderd in Gerrit Rietveld Academie.  

## Schoolcollectie
Een collectie met aanschouwelijk lesmateriaal bestaande uit ruim zevenhonderd negentiende-eeuwse foto's bevindt zich in het Rijksprentenkabinet van het Rijksmuseum Amsterdam. De foto's tonen onderwerpen als klassiek beeldhouwwerk uit Italië, bouwfragmenten van kastelen en kerken, en afbeeldingen van klassiek meubilair waaronder met rijkelijk houtsnijwerk gedecoreerde tafels en Zeeuwse kasten.

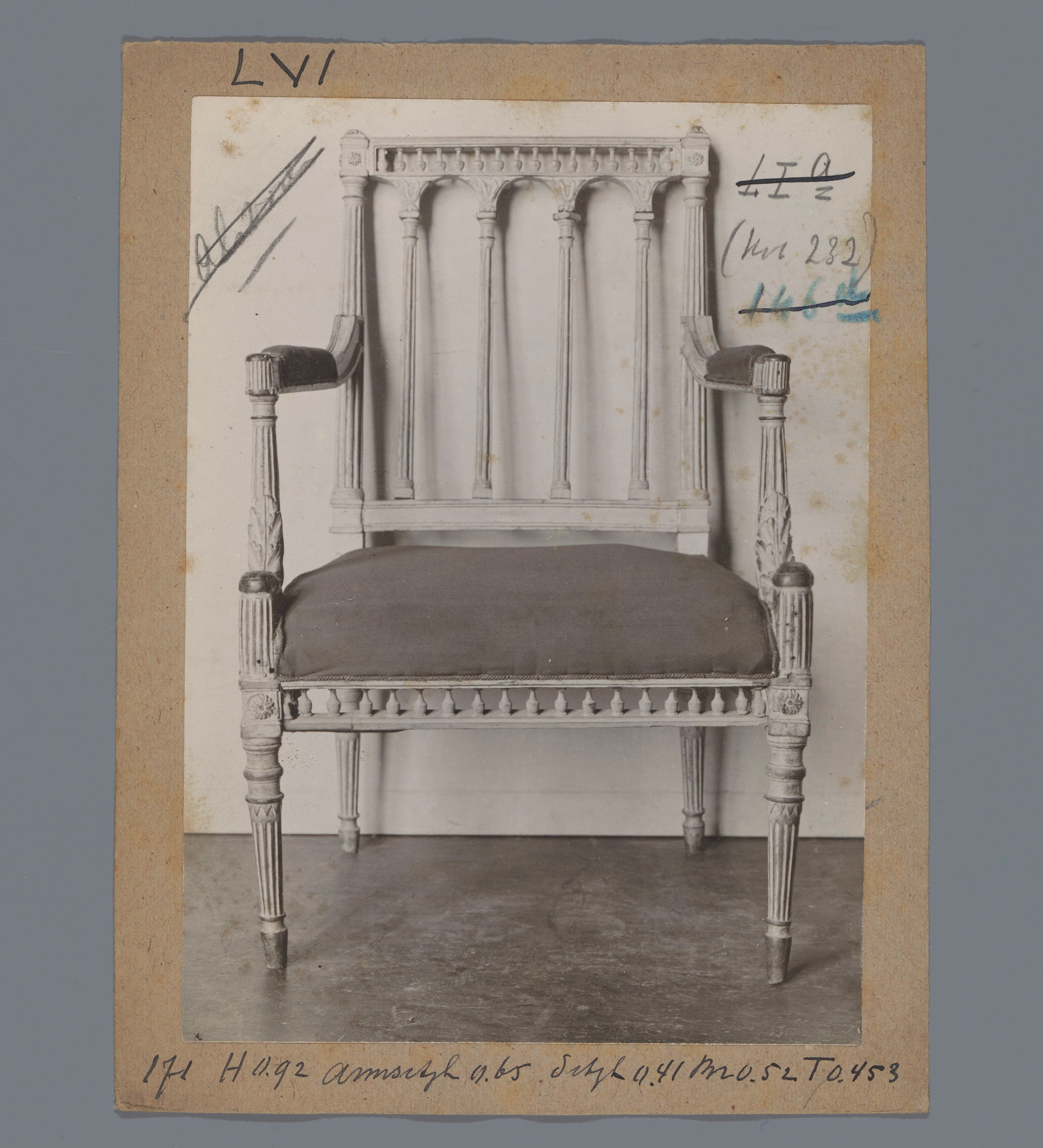
Stoel met spijlen die lijken op pilasters
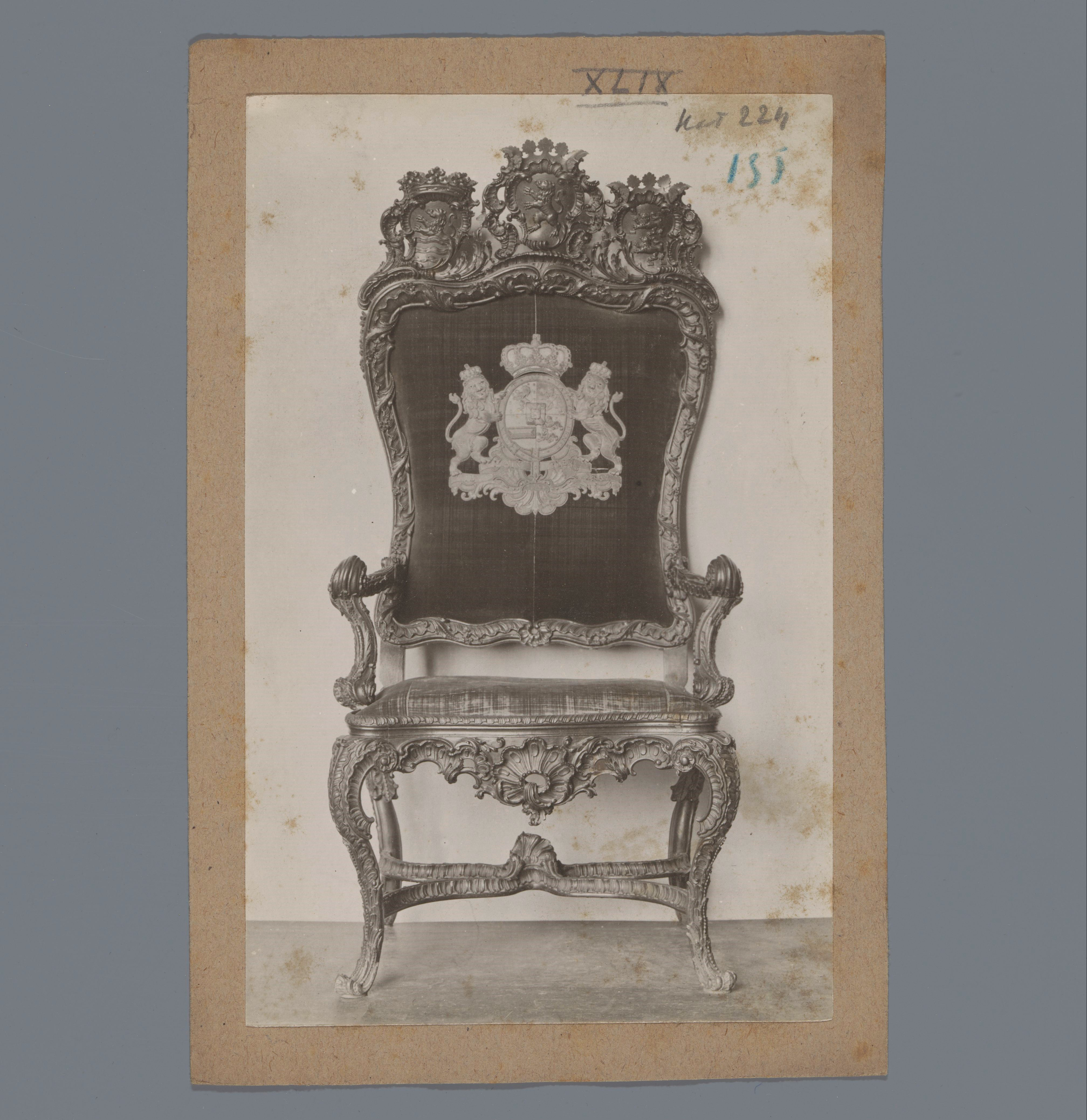
Stadhoudersstoel in het Rijksmuseum
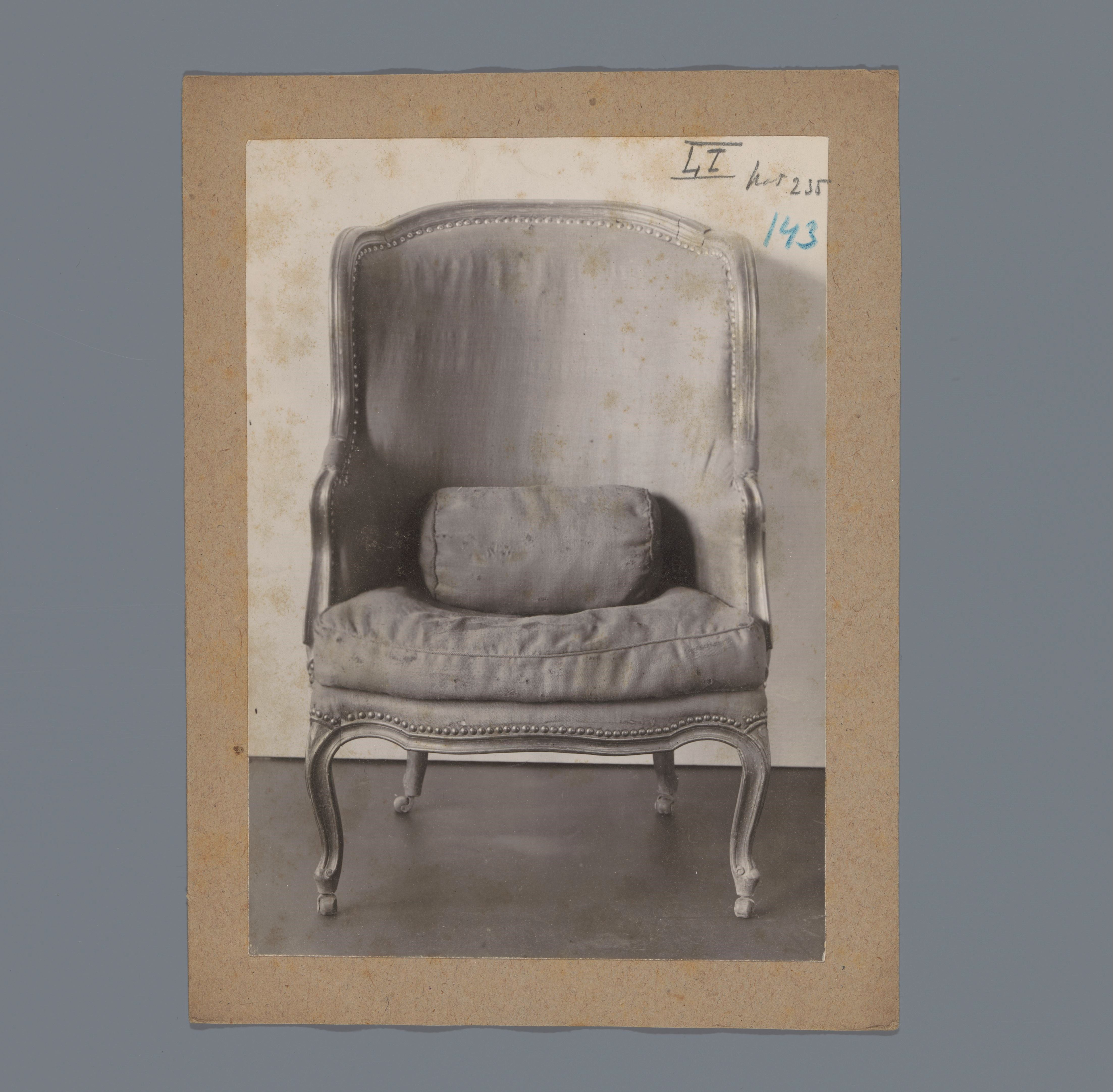
Stoel met wielen onder de poten en een kussen
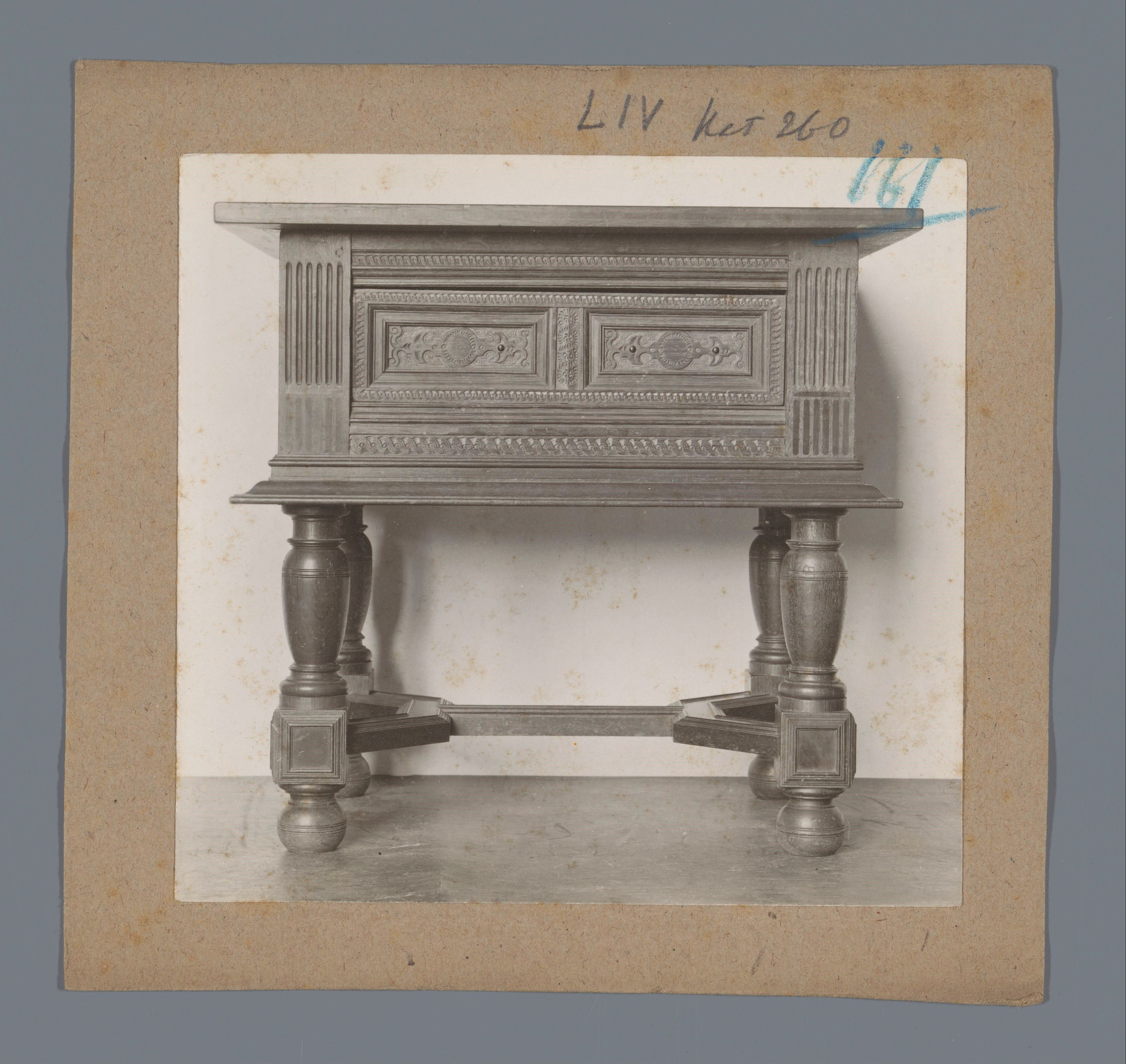
Tafel met een kruis tussen de poten
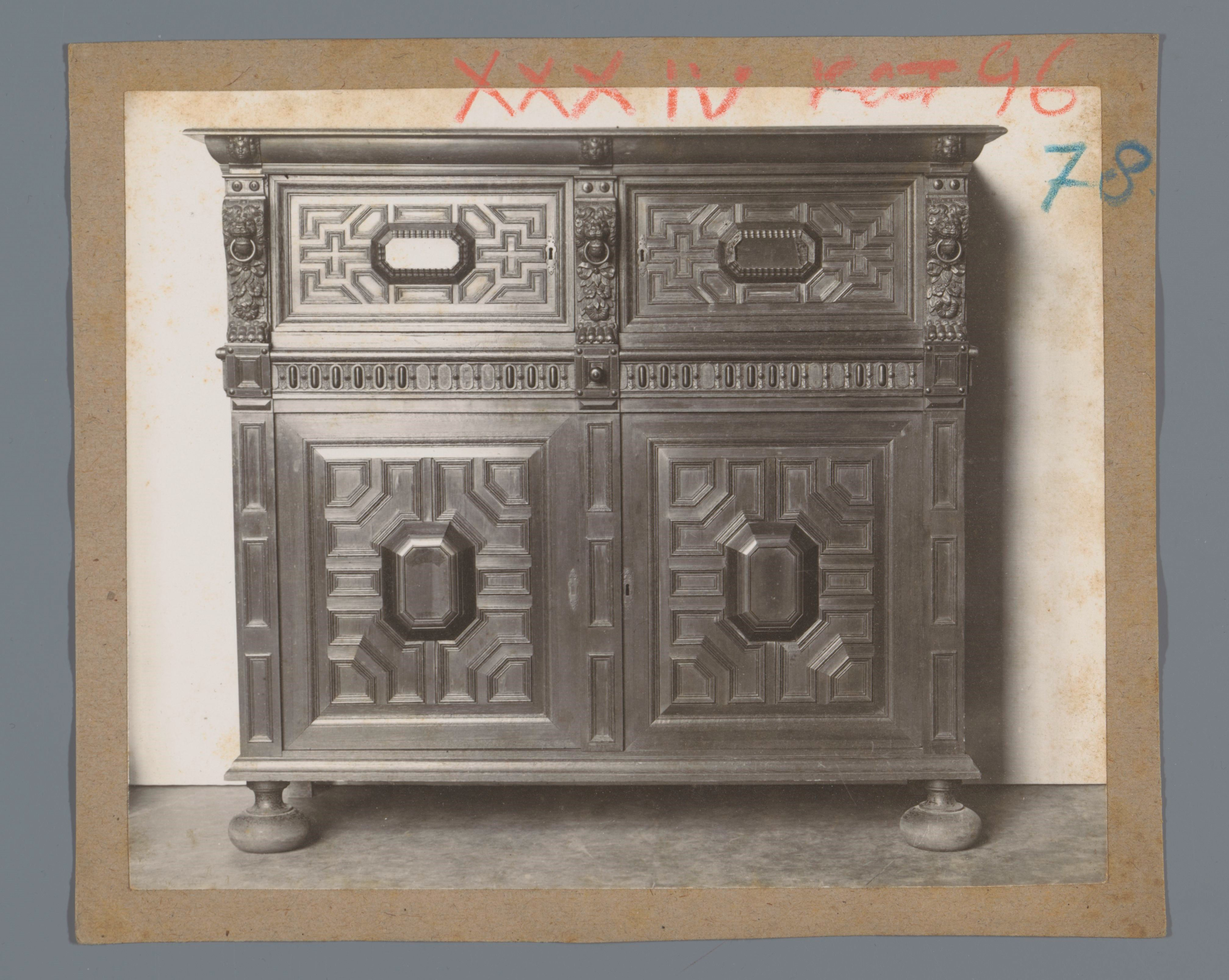
Zeeuwse kast met leeuwenconsoles

## Staf

### Leiding
- Cuypers, P.J.H. (Pierre), mede-oprichter
- Colinet, E. (Eduard), mede-oprichter en directeur vanaf 1879
- Bossche, P.E. van den (Emil), assistent van Eduard Colinet
- Nijhoff, C.W. (Christian), directeur ca.1890-1904 en docent.
- Hove, B.J.W.M. van (Bart), directeur van 1902 tot 1908
- Lauweriks, J.L.M. (Jan/Matthieu), directeur van 1917

### Docenten
- Heukelom, J.B. (Jan Bertus), docent tekenen
- Papenhuijzen, W. (Willem), leraar tekenen tot 1921
- Laars, T. van der (Tiete), docent tot vermoedelijk omstreeks 1900
- Bourgonjon, L.F. (Louis), docent beeldhouwen; docent boetseren: 31 jaar werkzaam als docent
- Wierink, B.W. (Ben), docent tekenen docentopmerking: 3 jaar van 1879
- Rol, C. (Cornelis), docent tekenen van 1903 tot 1931
- Wal, H.A. van der (Hendrik Adriaan), docent tekenen van 1913 tot 1948
- Jacobs, J.A. (Jacob  Andries), leraar van 1916 tot 1924

## Bekende leerlingen
- Willem Adolfs (1903-1945)
- Cris Agterberg (1883-1948)
- Johan Hendrik Baars (1875-1899)
- Gerrit Bolhuis (1907-1975)
- Aart van Dobbenburgh (1899-1988)
- Coenraad Garms (1863-1944)
- Albert Hahn (1877-1918)
- Flip Hamers (1882-1966)

- Marinus Heijnes (1888-1963)
- J.B. Heukelom (1875-1965)
- Jacob Jongert (1883-1943)
- Albert Klijn (1895-1981)
- Pieter Kuhn (1910-1966)
- Baruch Laguna (1864-1943)
- Joseph Mendes da Costa (1863–1939)
- Bert Nienhuis (1873-1960)

- J.J.P. Oud (1890-1963)
- Frants Edvard Röntgen (1904-1980)
- Johan Schmitt (1881-1955)
- Bertus Sondaar (1904-1984)
- André Vlaanderen (1881-1955)
- Cor Vos (1901-1992)
- Herman Walenkamp (1871-1933)
- Marinus Zwollo (1903-1983)